# Yannick Ponsero

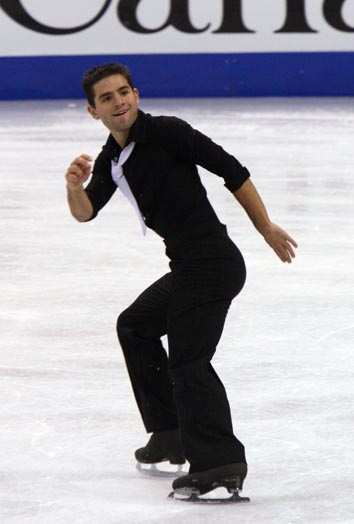
Ponsero bei Skate Canada 2008

Yannick Ponsero (* 17. Oktober 1986 in Annecy) ist ein ehemaliger französischer Eiskunstläufer, der im Einzellauf startete.
Im Jahr 2009 wurde Ponsero in Abwesenheit von Brian Joubert französischer Meister. Seinen größten internationalen Erfolg erzielte er bei der Europameisterschaft im selben Jahr, als er die beste Kür aller Teilnehmer zeigte und insgesamt den vierten Platz erreichte.

## Ergebnisse
| Wettbewerb / Jahr            | 2002 | 2003 | 2004 | 2005 | 2006 | 2007 | 2008 | 2009 | 2010 |
| ---------------------------- | ---- | ---- | ---- | ---- | ---- | ---- | ---- | ---- | ---- |
| Weltmeisterschaften          |      |      |      |      |      | 14.  | 18.  | 16.  |      |
| Europameisterschaften        |      |      |      |      |      | 12.  | 12.  | 4.   | 6.   |
| Juniorenweltmeisterschaften  | 8.   | 14.  | 9.   | 2.   | 3.   |      |      |      |      |
| Französische Meisterschaften | 14.  |      | 10.  | 5.   | 5.   | 2.   | 2.   | 1.   | 2.   |